# Paul Hengge
Paul Hengge (* 12. Mai 1930 in Wien; † 7. Juni 2015 in Eisenstadt) war ein österreichischer Schriftsteller, Drehbuchautor und Privatgelehrter.

## Biografie
Hengge war Absolvent der Akademie für Musik und Darstellende Kunst in Wien am Max Reinhardt Seminar; Fach: Regie 1952. 1953 arbeitete er als Regisseur und Autor von Hörspielen und kulturpolitischen Sendungen, für Sender Rot-Weiß-Rot in Wien (USFA) und Landessender Vorarlberg (Radio Dornbirn), 1954 wurde er künstlerischer Leiter im „Theater am Parkring“ in Wien und beteiligte sich an Theaterinszenierungen in Österreich und der Schweiz.
Nach 1955 erarbeitete er für RIAS Berlin Rundfunksendungen in den Sendereihen „Tatsachen und Meinungen“ und „Aus der Zone für die Zone“.
1958 folgte eine neunteilige Rundfunkserie bei RIAS Berlin gegen die Darstellung von Nationalsozialismus, Weltkrieg II und Entwicklungsländern in den deutschen Schulbüchern nach 1945; in Zusammenarbeit mit Horst Eckert, Internationales Schulbuchinstitut, Braunschweig unter der Redaktion Herbert Kundler. Ab 1960 war er Dramaturg und Geschäftsführer der Bertelsmann-Fernsehproduktion.
1962 wirkte er als Geschäftsführer von „Playhouse-Studio“ und „Europa-Studio“ zu den Salzburger Festspielen.
1964/65 fasste er, nach einer Begegnung mit Heinz Galinski, dem Vorstand der jüdischen Gemeinde zu Berlin, den Entschluss zur Analyse der biblischen Frühgeschichte anhand der erhaltenen hebräischen Texte. Parallel dazu in Italien beteiligte er sich an Studien über die Ursachen des Verfalls der Sozialdemokratie und des Erfolges der KPI nach 1945.
Ab 1967/68 war er Chefdramaturg und Regisseur am Landestheater Salzburg.
Um die Studien in biblischer Geschichte und Paläoanthropologie zu finanzieren, erfolgte 1969/70 ein Abschluss eines Exklusiv-Vertrages als Drehbuchautor mit Rialto Film bei Horst Wendlandt.
1977 folgten erste Veröffentlichung der Grundgedanken zu den Möglichkeiten der Übersetzung des hebräischen Textes im Bibelkanon bei RIAS Berlin unter dem Titel „Es steht in der Bibel“. Sie zeigten die Möglichkeiten eines geänderten Textverständnisses bei Anwendung von Bedeutungen, die in der konventionellen Bibelauslegung denselben hebräischen Wörtern in verschiedenen anderen Textpassagen gegeben werden. Die einfältige Fabel von der Frau, die aus einer Rippe des Mannes `gebaut` wurde, wurde zur Beschreibung des Überganges vom tierhaften zum menschlichen Lebewesen („Zeugungserkenntnis“).
Erfolge als Schriftsteller und Drehbuchautor ermöglichten danach Weiterführung und Fortschritte bei den Forschungen und Analysen zur biblischen Frühgeschichte und sich daraus ergebenden Hypothesen zur Paläoanthropologie. 2006 entstand eine Antithese zu der gängigen Hypothese über die Evolution zum Menschen („Wie wir Menschen wurden“).
Hengge lebte in Berlin und Eisenstadt, Österreich.

## Auszeichnungen und Nominierungen
- 1986 – Bittere Ernte, Nominierung für den Oscar in der Kategorie „Bester fremdsprachiger Film“
- 1989 – Hanussen, Nominierung für den Oscar in der Kategorie „Bester fremdsprachiger Film“
- 1990 – Der Rosengarten, Bundesfilmpreisnominierung und Golden-Globe-Nominierung für die Hauptdarstellerin Liv Ulmann.
- 1992 – Hitlerjunge Salomon (Europa, Europa), Golden Globe als  „Bester fremdsprachiger Film“ und Nominierung zum Oscar in der Kategorie „Bestes Drehbuch“. Trotz der Nominierung zog der Autor seinen Namen zurück, weil die Darstellung des Juden Perel und seiner deutschen Helfer nicht den tatsächlichen Schicksalen gerecht wurde.
- 1998 – Das Urteil, ausgezeichnet mit dem Adolf-Grimme-Preis, dem Goldenen Löwen und dem Bayerischen Fernsehpreis, Telestar-Nominierung und International Emmy-Award-Nominierung in der Kategorie „Bestes Drama“.

## Veröffentlichungen
Biblische Frühgeschichte, Paläoanthropologie
- 1979 – Die Bibelkorrektur (Auch Adam hatte eine Mutter) Verlag Orac, Wien
- 1980 – Der Vater. Joseph von Nazareth. Untersuchungen zur Geschichte der Familie des Zimmermanns, Verlag Orac, Wien
- 1993 – Es steht in der Bibel Weiterentwicklung der Forschung im alten Testament, Verlag für Wissenschaft und Politik, Köln
- 2000 – Auch Adam hatte eine Mutter (Bibelkorrektur I – AT). Spuren einer alten Überlieferung in den 5 Büchern des Propheten Moses. ISBN 3-8311-1148-0
- 2000 – Josef aber dachte Maria zu verlassen (Bibelkorrektur II – NT). Die Tradition der Hirten im Neuen Testament der Bibel. ISBN 3-8311-1149-9
- 2006 – Die Geburt der Liebe (P.M.) Hypothese zum Tier-Mensch Übergangsfeld
- 2008 – Wie wir Menschen wurden Über das Wunder, das die Frauen in der Evolution zum Menschen vollbracht haben.

## Filmografie
- 1965: Die Herren
- 1965: Das Liebeskarussell
- 1967: Die Abenteuer des Kardinal Braun
- 1968: Im Banne des Unheimlichen
- 1968: Die Ente klingelt um ½ 8
- 1968: 24 Stunden aus dem Leben einer Frau
- 1969: Van de Velde: Das Leben zu zweit – Die Sexualität in der Ehe
- 1969: Das Gesicht im Dunkeln (A doppia faccia)
- 1969: Der Mann mit dem Glasauge
- 1970: Die Herren mit der weißen Weste
- 1970: Ohrfeigen
- 1972: 2000 Jahre (Geschichte Israels)
- 1972: Der Tod eines Fremden
- 1972: Das Rätsel des silbernen Halbmonds (Sette orchidee macchiate di rosso)
- 1973: Im Alleingang (Le Solitaire)
- 1975: Potato Fritz
- 1983: Bittere Ernte
- 1984: Hanussen
- 1985: Gefahr für die Liebe – AIDS
- 1986: Hitlerjunge Salomon
- 1989: Der Rosengarten
- 1993: Die Frauen aus der Rosenstraße
- 2011: Mein bester Feind
- 2014: Rachels Sünde
- 2015: Manasunda (Nebraska Crossing)

## TV Drehbücher und Regie
- Grenzen (1958)
- Die Schöngrubers (1972, 13 Folgen)
- Das Urteil (1997)
- Der Verleger (1999 Szenario)
- Ein glücklicher Tag (2003 Drehbuch und Regie)
- Das letzte Wort (Der Bischof), (2012)

## Bühnenstücke
- Das Leben ging weiter (1957 Uraufführung Berlin unter dem Titel „Der Sender schweigt“)
- Freispruch kann es nicht geben (1993 Bühnenfassung „Der Rosengarten“, Uraufführung Baden-Baden)
- Der Flügelschlag des Schmetterlings (1994 Uraufführung Baden-Baden)
- Das Urteil (1999 Uraufführung Hamburg)
- L´escale (Das Urteil), (2006 französische Uraufführung Paris, Theatre La Bruyere)

## Romane
- Der Rosengarten (1989) Verlag Zsolnay, Wien
- Das Urteil (1998) Verlag DTV, München
- Wie es Victor Kaufmann gelang, Adolf Hitler doch noch zu überleben (2009) ISBN 978-3-7844-3192-5

## Hörspiele
- Hitlerjunge Salomon (NDR O-Ton Sally Perel, 1986)
- Weihnachten war´s (RIAS Berlin)
- Wege ohne Träume (NDR – Schicksale 1945)
- Die Rettung des Retters vor den Rettern (NDR – Gedanken zu Oscar Schindler)
- Ein Pflichtmandat (NDR – Der Kindermord vom Bullenhuser Damm)
- Durchreise (RIAS Berlin)